# Доленьці
Доленьці (словен. Dolenjci) — поселення в общині Чрномель, Південно-Східна Словенія, Словенія. Висота над рівнем моря: 188,3 м.